# Le Futurisme à Paris
Le Futurisme à Paris, sous-titrée une avant-garde explosive, est une exposition présentée au centre Pompidou, sous la direction de Didier Ottinger, commissaire de l’exposition, à la Galerie 1, du 15 octobre 2008 au 26 janvier 2009. Elle s'est ensuite tenue à la Scuderie del Quirinale, à Rome, du 20 février au 24 mai 2009 puis à la Tate Modern de Londres, du 12 juin au 20 septembre 2009.

## Présentation
Organisée à l'occasion du centenaire de la publication du Manifeste du futurisme, du poète italien Filippo Tommaso Marinetti à la une du Figaro, le 20 février 1909, l'exposition Le Futurisme à Paris. Une avant-garde explosive » propose une relecture du mouvement futuriste et analyse ses échos esthétiques dans les mouvements artistiques qui traversent l'Europe des avant-gardes au début du XXe siècle. À travers les différentes sections thématiques proposées, l'exposition parcourt les symbioses opérées entre futurisme et cubisme, cubofuturisme russe et orphisme, ou vorticisme britannique. La 4e section de l'exposition propose une reconstitution de la première exposition des peintres futuristes à la Galerie Bernheim-Jeune à Paris en 1912.

## Organisation
- Commissaires : Didier Ottinger (Centre Pompidou), Ester Coen (Scuderie del Quirinale), Matthew Gale (Tate Modern)
- Attachées de conservation : Nicole Ouvrard, Mai Lise Bénédic
- Chargée de production : Armelle de Girval
- Architecte-scénographe : Laurence Le Bris
- Régisseur des œuvres : Viviane Faret
- Signalétique : Cerise noire, Tiphaine Vasse

## Scénographie
Deux salles apportent un regard spatio-temporel novateur sur ce mouvement d'avant-garde. La quatrième section reconstitue un événement historique marquant : la première exposition futuriste organisée en 1912 à la galerie Bernheim-Jeune. Une autre salle est quant à elle consacrée à une installation sonore du DJ Jeff Mills, proposant un montage de bruitages, de sons et d'images qui retranscrit l'esprit du mouvement futuriste.
L’exposition se déroule sous la forme de dix sections thématiques successives :
1. Le cubisme ;
2. Le manifeste du futurisme ;
3. Jeff Mills, musicien du futur ;
4. L’exposition des peintres futuristes en 1912, galerie Bernheim-Jeune à Paris ;
5. Felix Del Marle et Valentine de Saint-Point ;
6. Hybridations : dialogue entre cubisme et futurisme ;
7. Le Salon de la Section d'Or, octobre 1912 ;
8. Le cubo-futurisme ;
9. Le vorticisme ;
10. L’orphisme.

La scénographie de l'exposition évoque les villes peintes par les artistes futuristes. Elle est composée d'un espace central évoquant une place d'où émerge une salle aux murs rouges. Cette  salle abrite la reconstitution de l'exposition consacrée aux peintres futuristes italiens, organisée en 1912 à la galerie Bernheim-Jeune & Cie. Autour, les « rues » qui flanquent cette construction ouvrent sur neuf salles consacrées à un des mouvements relevant du cubo-futurisme (à l'exception de l'installation contemporaine de Jeff Mills).

### Lecubisme
Une première salle est consacrée au cubisme, plus précisément à la manière dont les peintres futuristes italiens l'ont découvert, contesté, assimilé. Dans le Manifeste des peintres futuristes, publié en 1909, ils remettent en cause la suprématie du cubisme, son classicisme, son goût pour le nu, ses teintes « bitumineuses ». En octobre 1911, Boccioni et Carrà, guidés par Severini, découvrent les œuvres de Braque et Picasso à la galerie Kahnweiler, celles de Gleizes, de Metzinger et de Léger au Salon d'automne. En dépit de leurs a priori négatifs, certains d'entre eux « cubiseront » leurs peintures à l'issue de ce séjour à Paris.

### Le Manifeste du futurisme, de Filippo Tommaso Marinetti
Ce texte fondateur fait l'objet de la deuxième salle qui rassemble des documents originaux : manuscrits, livres, coupures de presse directement liés au Manifeste. Paru à la une du Figaro, le 20 février 1909, le Manifeste du futurisme se confond avec la naissance de l'avant-garde même. Jamais avant cette publication n'avait été affirmé de façon aussi péremptoire le rejet du passé et de son héritage, au profit des qualités propres de l'époque moderne : son machinisme, ses métropoles et ses foules. Au-delà d'un renouvellement de l'iconographie picturale, le futurisme réinvente la notion même de forme. Il rompt l'équilibre, la stabilité héritée de la tradition, lui oppose le dynamisme, la vitesse et le mouvement qui disloquent les formes, la « simultanéité » qui les ouvre à leur environnement.

### Jeff Mills, musicien du futur
Une installation commandée à Jeff Mills vient ponctuer ce parcours. Pionnier de la musique techno produite dans les années 1980 à Detroit (Michigan), il a grandi dans cette métropole marquée par l'industrie automobile et l'avant-garde musicale. L'imaginaire de Jeff Mills se nourrit de la technologie, de l'utopie, du machinisme, du cinéma d'anticipation.

### L’exposition des peintres futuristes italiens en 1912, galerie Bernheim-Jeune, à Paris
Situé au milieu du parcours, cet espace reconstitue la première exposition des peintres futuristes, à la galerie Bernheim-Jeune & Cie, à Paris, en 1912. Tous les tableaux ici présentés y furent exposés. Cette présentation dans la capitale internationale de l'avant-garde constitue un enjeu majeur pour Boccioni, Carrà, Russolo et Severini. Elle met à l'épreuve de leur application picturale les principes du Manifeste des peintres futuristes de 1910. Les tableaux exposés évoquent le mouvement, l'énergie des métropoles modernes. Les gares, lieux de concentration des forces et des marchandises, espaces géométriques de la rencontre de l'homme et des machines, est un de leurs sujets de prédilection. Ces œuvres ont en commun d'appliquer les principes de « dynamisme », de « durée », de « simultanéité » que les peintres futuristes empruntent à la philosophie de Bergson. Attachés à retranscrire picturalement les idées de Bergson, affirmant que « out est devenir en fuite. Rien n'est immobile », ils s'efforcent d'exprimer la sensation dynamique elle-même. Après Paris, l'exposition des peintres futuristes est présentée à Londres, Berlin et Bruxelles, contribuant ainsi à la diffusion internationale du mouvement italien.

### Félix Del Marle etValentine de Saint-Point
Cette salle rassemble des œuvres de Félix Del Marle, seul peintre français à avoir rallié, en 1913, le mouvement futuriste. Après avoir été en contact avec Severini qui vit à Paris depuis 1906, il rédige son Manifeste futuriste contre Montmartre, dans lequel il conteste la suprématie d'un cubisme apparu sur la butte Montmartre.

### Hybridations: dialogue entrecubismeetfuturisme
Dédiée au dialogue plastique entre cubisme et futurisme, cette salle rend compte du jeu d'influences réciproques entre peintres cubistes et futuristes à partir de 1912. La diffusion des manifestes futuristes dans les journaux parisiens, la présence des artistes italiens dans les galeries et salons parisiens, l'exposition des futuristes à la galerie Bernheim-Jeune & Cie contribuent à faire naître une peinture hybride, au croisement du cubisme et du futurisme. Après 1912, la palette de certains cubistes s'éclaircit (Delaunay, Gleizes, Gris, Metzinger) tandis que certaines œuvres futuristes sont gagnées par les ocres et les gris du cubisme. Des artistes comme Delaunay, Gleizes, se passionnent pour la danse et le sport, alors que la nature morte devient un sujet des compositions futuristes (Boccioni, Severini).

### LeSalon de la Section d'Or, octobre 1912
Organisé en octobre 1912 par les peintres de la mouvance cubiste, le Salon de la Section d'Or apparaît comme une réponse à l'exposition des futuristes à la galerie Bernheim-Jeune & Cie, présentée quelques mois plus tôt (la Section d'or renvoie à la divine proportion, à la géométrie, au sens classique d'équilibre). Pour rendre compte de la diversité des tendances qui s'y trouvent rassemblées, Guillaume Apollinaire évoque un « cubisme écartelé », au sein duquel se dessine une recherche de synthèse entre cubisme et futurisme. Marcel Duchamp y expose son Nu descendant l'escalier, qu'il présente lui-même comme « l'interprétation cubiste d'une formule futuriste ». La revendication concomitante d'une pure géométrie et de la simultanéité contribuent à faire du Salon de la Section d'or la première exposition « cubo-futuriste ».

### Lecubo-futurismerusse
La Russie ne reste pas à l'écart des avant-gardes. Le Manifeste du futurisme du 20 février 1909 est publié un mois plus tard. dans le quotidien russe Le Soir. Ce texte paraît dans un contexte culturel déjà averti des développements du cubisme parisien. D'abord littéraire, le futurisme russe se dote d'une composante picturale avec David Bourliouk, et les artistes comme Velimir Khlebnikov, Alexei Kroutchenykh, Vladimir Maïakovski et Mikhaïl Matiouchine, qui le rejoignent au sein d'un groupe baptisé, dès 1913, « cubofuturiste ». Cette même année, Kazimir Malevitch formule la théorie d'un « cubofuturisme » dans lequel il voit l'accomplissement du futurisme. Lorsqu'en 1914, Marinetti se rend en Russie, il est le premier étonné de découvrir que le futurisme est non seulement parfaitement assimilé, mais déjà engagé dans son dépassement, avec le cubofuturisme théorisé par Malevitch.

### Levorticisme
En avril 1910, Marinetti vient délivrer son Discours futuriste aux Anglais. Il découvre une nouvelle génération d'artistes très informés des derniers développements de la peinture parisienne. Le succès public de l'exposition des futuristes à Londres est tel que le terme futurisme devient synonyme d'avant-garde. Percy Wyndham Lewis, chef de file de la jeune peinture anglaise, se démarque de cette assimilation, en fédérant un groupe de peintres autour de la revue futuriste Blast (« explosion »). Le poète Ezra Pound associe ce mouvement au terme de vortex, qui se décline bientôt en vorticisme. Son programme esthétique est celui d'un cubofuturisme qui concilie machinisme futuriste et formalisme cubiste.

### L’orphisme
En octobre 1912, Apollinaire déclare lors d'une conférence au Salon de la Section d'Or la naissance d'un nouveau courant : l'orphisme, synthèse de la peinture pure qu'il associe au cubisme, et de la « simultanéité », jusqu'alors apanage des futuristes. Cette assimilation d'une notion associée précocement au futurisme lui vaut d'être accusé de plagiat par Boccioni. La « querelle de la simultanéité » qui en découle est révélatrice de la symbiose qui s'opère en 1913 entre valeurs cubistes et futuristes. Elle se manifeste de manière monumentale avec Prismes électriques (1914), de Sonia Delaunay.

## Publics
Dans le prolongement des expositions du Centre Pompidou consacrées aux grands mouvements des avant-gardes (le surréalisme, Dada), l'exposition « Les Futuristes à Paris. Une avant-garde explosive » propose de redécouvrir, par le biais d'une des sections du parcours d'exposition, l'accrochage d'anthologie qui fut présenté à la galerie Bernheim-Jeune à Paris, en 1912, sous l'initiative du critique Félix Fénéon. L'exposition s'attache ainsi à restituer un moment décisif dans la réception et la diffusion de l'esthétique futuriste italienne en Europe, et son rayonnement en France. Alfred Pacquement, directeur du musée national d'Art moderne-Centre de création industrielle, insiste sur l'intérêt de cette reconstitution, qui permet de mieux entrevoir le rôle de cette exposition majeure de l'histoire du futurisme, sa réception, ses hybridations et résonances, mais également les débats critiques qu'elle a pu susciter : « Cette exposition regroupant Umberto Boccioni, Carlo Carrà, Luigi Russolo et Gino Severini constitua un fait majeur dans l'histoire de la peinture occidentale. Elle devait ensuite circuler dans d'autres capitales européennes. L'intensité des débats qu'elle provoqua fut à l'origine, de Londres à Moscou, des collines de Puteaux (où se rencontraient les peintres cubistes) à New York, d'une peinture “cubofuturiste” dont la formule séduisit les artistes les plus novateurs de l'époque. Sa reconstitution quasi exhaustive dans l'exposition qu'organise aujourd'hui le Centre Pompidou permet à un large public d'en prendre toute la mesure et de redécouvrir des œuvres invisibles depuis la dernière exposition parisienne consacrée au futurisme » (Le futurisme 1909-1916, musée national d'Art moderne, septembre-novembre 1973).
L'exposition, présentée pendant trois mois a recueilli 250 000 visiteurs, pour une moyenne de 2 778 visiteurs par jour.

## Événements en lien

### Forum de société
Heinz Wisman, Entre l’oubli du passé et la crainte du futur, conférences, débats, rencontres (22 octobre 2008, à 19 h 30, Petite salle, Centre Pompidou, Paris).
Rencontre avec le philosophe Heinz Wisman autour de la question du temps et de l'ancrage de l'homme dans l'action et la projection, concepts chers aux futuristes : 
« Il a été longtemps facile d'opposer les amoureux du temps jadis (toujours soupçonnés d'en être nostalgiques), aux passionnés du futur, confiants dans un avenir meilleur. Avec l'ère des révolutions ouverte au XVIIIe siècle, cette figure prend une consistance politique et sociale nouvelle et s'impose comme une sorte d'évidence. La table rase (du passé) devient le corollaire de l'avenir radieux ; les avant-gardes artistiques et littéraires, au premier rang desquelles le futurisme, ne manquent pas de reprendre à leur compte un tel programme. Notre époque a mis à mal cette franche opposition. Mais non pour le meilleur, puisque l'oubli du passé se conjugue désormais avec la peur de l'avenir. C'est peu dire que le futur n'est plus désirable, il est également devenu inimaginable. Comme si, coupés de l'histoire, désespérant du progrès, privés d'imagination, nous étions désormais comme englués dans un présent, immobile et néanmoins agité, qui s'étendrait aux dimensions de l'éternité. »

### Cinéma et futurisme
Cycle cinématographique (8 octobre au 17 décembre 2008, 19 h, Cinéma 2). Programme conçu par Giovanni Lista.

### Rencontre de la BPI
À l’occasion de l’exposition Le Futurisme à Paris : une avant-garde explosive, qui a eu lieu du 15 octobre 2008 au 26 janvier 2009, la Bpi présente dans la galerie Rambuteau - la reproduction de La Danse du « pan-pan » au Monico, de Gino Severini — le catalogue de l’exposition (un autre exemplaire est disponible au Bureau 7) —, une revue de presse — et une sélection d’ouvrages. Pour aller plus loin, une bibliographie (en fichier joint) de documents consultables à la bibliothèque est aussi proposée aux lecteurs sur place (en galerie Rambuteau ainsi qu'aux Bureaux 7 et 8). Elle sera aussi bientôt en ligne sur le Portail (Pistes thématiques) et sur le site web. Cette animation a été réalisée par le Service de l'Animation avec la participation du Service des documents imprimés et électroniques. Événement situé entre le 15 et le 17 novembre 2008.

### Articles
- Sabine Gignoux, « Le temps dilaté des futuristes », La Croix, 23 décembre 2008, p. 20, en ligne.
- Vincent Noce, « Retour en avant-garde », Libération, mardi 9 décembre 2008, p. 30, en ligne.
- Véronique Prat, « Le futurisme : la révolution en couleurs », Le Figaro magazine, 18 octobre 2008, p. 76-80.
- Philippe Dagen, « À Pompidou, futurisme rime avec simplisme », Le Monde, 17 octobre 2008, p. 26, en ligne.
- Julie Portier, « Peinture futuriste : le centre Pompidou se concentre uniquement sur la dimension picturale du mouvement de Marinetti », Journal des arts, no 288, du 3 au 16 octobre 2008, p. 21.
- Emmanuelle Hecht, « Le Futurisme à Paris », Les Échos, mardi 14 octobre 2008, p. 13.
- Nicole Duault, « Comment l'Art est devenu “moderne”. Le futurisme au centre Pompidou, grande bataille des avant-gardes du XXe siècle », Le Journal du Dimanche, 12 octobre 2008, p. 31.
- « Le Futurisme, retour sur une avant-garde », Le Figaro, 4 septembre 2008, p. 30, en ligne.